# Arno Wallaard
Arno Wallaard (Noordeloos, Giessenlanden, 13 d'octubre de 1979 - Ídem, 28 de febrer de 2006) va ser un ciclista neerlandès que fou professional de 2003 a 2006. Va morir sobtadament després d'un entrenament.
En homenatge seu, l'Omloop Alblasserwaard va passar a anomenar-se Arno Wallaard Memorial.

## Palmarès
- 1999
  - 1r a l'Omloop Alblasserwaard
- 2001
  -  Campió dels Països Baixos en ruta sub-23
  - 1r a la Volta a Colònia amateur
  - Vencedor d'una etapa a la Volta a Turíngia
- 2002
  - 1r a la Volta a la província d'Anvers
- 2004
  - 1r al Noord Nederland Tour (juntament amb 21 ciclistes)
  - Vencedor d'una etapa a l'Olympia's Tour
- 2005
  - 1r al Tour d'Overijssel
  - 1r al Gran Premi Eaux Minérales de Beckerich